# Nikon Coolpix 950
La Nikon Coolpix 950 è una fotocamera digitale compatta commercializzata a partire dal 1999 dalla Nikon. Il modello 950 va a sostituire la 900 (in Giappone commercializzata come E910) nella serie Coolpix.
La 950 ha la possibilità di catturare immagini in formato TIFF, cosa piuttosto insolita per il periodo di lancio sul mercato.